# 深圳大学马克思主义学院
深圳大学马克思主义学院（社会科学学院）成立于1983年，承担深圳大学学生思想政治理论课的教学与研究工作。

## 历史沿革
- 1983年，深圳大学建校，同步建立马列主义教研室。
- 1985年，6月，马列主义教研室更名为社会科学基础部[1]。
- 1987年，4月，社会科学基础部和公共行政相关学科整合，成立行政学系[1]。
- 1993年，7月，整合深大校内马列、德育相关教研力量，成立社会科学部[2]。
- 1997年，11月，剥离社会科学部研究机构，成立社会科学研究院[3]。
- 2002年，1月，社会科学研究院更名为社会科学教研部[2]。
- 2003年，获批马克思主义理论与思想政治教育硕士学位授权点，并于2004年招收第一届硕士生。
- 2011年，社会科学教研部更名为社会科学学院[2]。
- 2016年，4月，社会科学学院更名为马克思主义学院（社会科学学院）[2] ；10月，与中国社会科学院合作培养“马克思主义理论骨干人才计划”博士研究生开始招生[4][5]。
- 2017年，获批马克思主义理论一级学科硕士点；5月，由深圳大学发起的深圳市高校思想政治教育工作研究中心成立[6]。
- 2023年，10月，由广东省教育厅公布，入选首批广东省重点马克思主义学院。
- 2024年，11月，改革开放研究院、马克思主义研究院成立。

## 管理团队
| 党委书记 - 王红 | 院长 - 刘志 | 副院长 - 孙婷婷 | 副院长 - 张守奎 | 副院长 - 任恒 | 党委副书记 - 王萍 |

## 专业设置
| 本科专业                   | 硕士专业                                                                          |
| -------------------------- | --------------------------------------------------------------------------------- |
| 仅承担本科生思政课教学工作 | 马克思主义理论（学术学位） 学科教学（思政）（专业学位，非全日制，与教育学部合作） |

## 组织机构

### 教学机构
- 习近平新时代中国特色社会主义思想概论教研室
- 马克思主义基本原理教研室
- 毛泽东思想和中国特色社会主义理论体系概论教研室
- 思想道德与法治教研室
- 中国近现代史纲要教研室
- 改革开放史教研室
- 研究生思想政治理论课教研室
- 形式与政策教研室

### 研究机构
- 深圳大学移民文化研究所
- 当代中国思想文化研究所
- 深圳大学改革开放史研究中心
- 深圳大学道德文化研究所
- 深圳大学中国系统哲学研究中心
- 深圳国际化发展战略研究中心
- 深圳大学邓小平理论研究中心

### 学术组织
- 学术委员会
- 学位评定分委员会
- 人力资源工作委员会
- 教学指导分委员会

## 知名学者
- 姜安：国际关系学教授、评论员，《百家讲坛》主讲人[7]，原深圳大学人事教授委员会主任[8]。